# Louis Sapinaud de La Verrie
Pour les autres membres de la famille, voir Famille Sapinaud.
Louis Célestin Sapinaud, chevalier, seigneur de La Verrie, dit le chevalier de La Verrie, né le 6 novembre 1738 au Bois-Huguet à Saint-Hilaire-de-Mortagne (aujourd'hui Mortagne-sur-Sèvre) et tué le 25 juillet 1793 à la bataille du Pont-Charron (aujourd'hui à Chantonnay), est un des chefs de l'insurrection royaliste de la guerre de Vendée. 
Il est l'oncle de Charles Sapinaud de La Rairie.

## Biographie

### Sa famille
Né dans une famille noble, originaire de la région de Mauléon, il est le fils de Charles-François Sapinaud, chevalier, seigneur de Boishuguet et de Charlotte Imbert de La Choltière.
Il épouse le 21 novembre 1775 à Thouarcé, Catherine du Verdier de La Sorinière, veuve de Charles Louët de Longchamps en 1772 (qu'elle a épousé en 1762) ; elle est la fille de Claude du Verdier de La Sorinière ; elle meurt sans postérité le 8 septembre 1788)
La famille de Catherine de La Sorinière est durement éprouvée par la Révolution, quatre membres de celle-ci furent exécutés :
Rosalie (sœur de Catherine), Marie de la Dive, épouse la Sorinière (belle-sœur de Catherine) ainsi que Marie-Louise et Catherine (ses nièces, filles de Marie de La Dive). Elles furent béatifiées le 19 février 1984 par le pape Jean-Paul II.

### La Révolution
Comme d'autres chefs de l'insurrection, le chevalier de la Verrie est un ancien militaire de carrière en retraite, il fut garde du corps pendant 25 ans,. En 1789, il accueille favorablement la Révolution française.
Les paysans du bocage viennent le chercher le 12 mars 1793 pour le porter à leur tête. Il rassemble les bandes villageoises au château de l'Oie, au nord de Chantonnay. Grâce aux armes et aux munitions prises aux Bleus, cette Armée du Centre parvient à empêcher les colonnes républicaines de pénétrer dans le bocage par le sud.
La vallée encaissée du Lay sert de frontière naturelle au bocage.
Mais l'action défensive de Sapinaud n'est pas coordonnée à celle de la grande armée d'Anjou et du Haut-Poitou, qui descend vers le sud en mai 1793 sans faire appel à l'armée du centre. Sapinaud ne réussit pas à prendre Luçon le 28 juin (première bataille de Luçon), en même temps que l'Armée catholique et royale échoue devant Nantes.
C'est Royrand et non Sapinaud qui reçoit le commandement de l'armée du centre après l'élection de D'Elbée à la tête de l'Armée catholique et royale. Ce dernier admet néanmoins le principe d'une descente vers le sud, soit pour s'emparer de Luçon, soit pour reprendre Fontenay.
Le 25 juillet 1793, les troupes républicaines regroupées à Luçon sous le commandement du général Tuncq lancent une attaque nocturne vers le Lay, afin de s'emparer du Pont-Charron, près de Saint-Philbert-du-Pont-Charrault, qui ouvre la route vers Chantonnay. Le chevalier de la Verrie est tué au cours du combat,, (trahi par un transfuge, il se retrouva entouré d'ennemis et fut criblé de blessures).
Après la mort de Sapinaud, Lescure vient dans le bocage pour réorganiser la défense du Lay. Le 5 septembre les Bleus sont défaits aux Roches-Baritaud. Les restes de l'Armée du Centre se joignent alors à l'Armée Catholique et Royale dans les combats de Torfou et de Cholet, puis dans l'expédition au nord de la Loire (octobre à décembre 1793).
Dans l'ancienne commune de Saint-Philbert du Pont-Charrault, une rue du village porte son nom.
À La Verrie, une école privée porte son nom également.